# Turbonilla almejasensis
Turbonilla almejasensis är en snäckart som beskrevs av Bartsch 1917. Turbonilla almejasensis ingår i släktet Turbonilla och familjen Pyramidellidae. Inga underarter finns listade i Catalogue of Life.